# الکساندر مکندریک
الکساندر مکندریک (انگلیسی: Alexander Mackendrick؛ ۸ سپتامبر ۱۹۱۲ – ۲۲ دسامبر ۱۹۹۳) کارگردان اهل ایالات متحده آمریکا بود.
وی کارگردان فیلم باد سخت در جامائیکا و نویسنده فیلم سالن رقص بوده است.